# جوزيف لامب (ملحن)
جوزيف لامب (بالإنجليزية: Joseph Lamb)‏ هو عازف بيانو وملحن أمريكي، ولد في 6 ديسمبر 1887 في مونتكلير ‏ في الولايات المتحدة، وتوفي في 3 سبتمبر 1960 في بروكلين في الولايات المتحدة بسبب نوبة قلبية.

## وصلات خارجية
- جوزيف لامب على موقع ميوزك برينز (الإنجليزية)
- جوزيف لامب على موقع قاعدة بيانات برودواي على الإنترنت (الإنجليزية)
- جوزيف لامب على موقع قاعدة بيانات برودواي على الإنترنت (الإنجليزية)
- جوزيف لامب على موقع ديسكوغز (الإنجليزية)